# Moratalla
Moratalla är en kommun i Spanien. Den ligger i den autonoma regionen Murcia i södra delen av landet, 290 km sydost om huvudstaden Madrid. Antalet invånare är 7 593 (2024). Arean är 952,94 kvadratkilometer. Moratalla gränsar till Caravaca de la Cruz, Puebla de Don Fadrique, Nerpio, Letur, Socovos, Hellín, Calasparra och Cehegín. 